# Mickaël Simon

a Compétitions nationales et continentales officielles uniquement.

b Matchs officiels uniquement.
Mickaël Simon est un joueur de rugby à XIII mais il est aussi international français. Stagiaire chez les Dragons Catalans depuis le début de la saison 2009, il vient de signer au mois d'août 2009 son premier contrat professionnel avec cette équipe qui évolue en Super League. Son contrat avec la franchise française prendra fin en 2011. Il vient de resigner pour 3 années supplémentaires avec les dragons catalans.

## Biographie
Formé à Limoux avec lequel Mickaël Simon dispute le Championnat de France, il s'engage en 2009 aux Dragons Catalans. Alternant les apparitions sous le maillot des Dragons Catalans en Super League et dans sa réserve Saint-Estève XIII catalan en Championnat de France, Simon joue régulièrement. Ses performances l'amènent alors à rejoindre l'équipe de France avec laquelle il dispute la Coupe d'Europe 2010 et la Coupe du monde 2013. En 2015, il s'engage pour deux saisons à Wakefield qui évolue également en Super League. Après ces deux saisons réussis en Angleterre, il revient aux Dragons Catalans en 2017. Il prend part au premier titre remporté par le club en 2018 avec la Challenge Cup. Entre-temps, une blessure au genou au cours de la saison 2017 l'oblige à renoncer à la Coupe du monde 2017.
En 2021, dans le cadre d'une rencontre de préparation des Dragons Catalans, il est sélectionné dans le XIII du Président réunissant les meilleurs éléments du Championnat de France.

## Palmarès
- Collectif :
  - Vainqueur de la Challenge Cup : 2018 (Dragons Catalans).
  - Vainqueur du Championnat de France : 2022 (Carcassonne).
  - Vainqueur de la Coupe de France : 2008 (Limoux)
  - Finaliste du Championnat de France : 2021 (Carcassonne).

### En sélection

#### Coupe du monde
| Édition         | Rang               | Résultats France | Résultats Fages | Matchs Fages |
| --------------- | ------------------ | ---------------- | --------------- | ------------ |
| Angleterre 2013 | Quart-de-finaliste | 1 v, 0 n, 3 d    | 1 v, 0 n, 3 d   | 4/4          |

Légende : v = victoire ; n = match nul ; d = défaite.

#### Détails en sélection
| 1.  | 12 octobre 2010   | Angleterre           | 6-60  | Amical         | Remplaçant      | 0 | 0 | 0 | 0 |
| 2.  | 9 octobre 2010    | Irlande              | 58-24 | Coupe d'Europe | Remplaçant      | 0 | 0 | 0 | 0 |
| 3.  | 16 octobre 2010   | Écosse               | 26-12 | Coupe d'Europe | Pilier          | 4 | 1 | 0 | 0 |
| 4.  | 23 octobre 2010   | pays de Galles       | 11-12 | Coupe d'Europe | Deuxième ligne  | 0 | 0 | 0 | 0 |
| 5.  | 21 octobre 2011   | Angleterre           | 18-32 | Amical         | Remplaçant      | 0 | 0 | 0 | 0 |
| 6.  | 29 octobre 2011   | Écosse               | 46-0  | Amical         | Remplaçant      | 0 | 0 | 0 | 0 |
| 7.  | 5 novembre 2011   | Irlande              | 34-16 | Amical         | Remplaçant      | 0 | 0 | 0 | 0 |
| 8.  | 16 juin 2012      | pays de Galles       | 28-16 | Amical         | Pilier          | 0 | 0 | 0 | 0 |
| 9.  | 3 novembre 2012   | Angleterre           | 6-44  | Amical         | Remplaçant      | 0 | 0 | 0 | 0 |
| 10. | 27 octobre 2013   | Papouas.-Nlle-Guinée | 9-8   | Coupe du monde | Remplaçant      | 0 | 0 | 0 | 0 |
| 11. | 1er novembre 2013 | Nlle-Zélande         | 0-48  | Coupe du monde | Remplaçant      | 0 | 0 | 0 | 0 |
| 12. | 11 novembre 2013  | Samoa                | 6-22  | Coupe du monde | Remplaçant      | 0 | 0 | 0 | 0 |
| 13. | 16 novembre 2013  | Angleterre           | 6-34  | Coupe du monde | Remplaçant      | 0 | 0 | 0 | 0 |
| 14. | 18 octobre 2014   | Irlande              | 12-22 | Coupe d'Europe | Pilier          | 0 | 0 | 0 | 0 |
| 15. | 25 octobre 2014   | pays de Galles       | 42-22 | Coupe d'Europe | Pilier          | 0 | 0 | 0 | 0 |
| 16. | 31 octobre 2014   | Écosse               | 38-22 | Coupe d'Europe | Pilier          | 0 | 0 | 0 | 0 |
| 17. | 17 octobre 2015   | Irlande              | 31-14 | Coupe d'Europe | Pilier          | 0 | 0 | 0 | 0 |
| 18. | 24 octobre 2015   | Angleterre           | 6-34  | Amical         | Troisième ligne | 0 | 0 | 0 | 0 |
| 19. | 30 octobre 2015   | pays de Galles       | 6-14  | Coupe d'Europe | Pilier          | 4 | 1 | 0 | 0 |
| 20. | 7 novembre 2015   | Écosse               | 38-18 | Coupe d'Europe | Pilier          | 0 | 0 | 0 | 0 |
| 21. | 22 octobre 2016   | Angleterre           | 6-40  | Amical         | Deuxième ligne  | 0 | 0 | 0 | 0 |

### En club
| Saison | Club                       | Compétition           | Matchs | Points | Essais | Buts | Drop |
| ------ | -------------------------- | --------------------- | ------ | ------ | ------ | ---- | ---- |
| 2008   | Limoux                     | Championnat de France | 13     | -      | -      | -    | -    |
| 2009   | Saint-Estève XIII Catalan  | Championnat de France | 18     | 8      | 2      | 0    | 0    |
| 2010   | Saint-Estève XIII Catalan  | Championnat de France | 15     | 4      | 1      | 0    | 0    |
| 2010   | Dragons Catalans           | Super League          | 9      | -      | -      | -    | -    |
| 2010   | Dragons Catalans           | Challenge Cup         | 1      | -      | -      | -    | -    |
| 2011   | Dragons Catalans           | Super League          | 19     | 4      | 1      | 0    | 0    |
| 2011   | Dragons Catalans           | Challenge Cup         | 2      | -      | -      | -    | -    |
| 2012   | Dragons Catalans           | Super League          | 8      | -      | -      | -    | -    |
| 2012   | Dragons Catalans           | Challenge Cup         | 3      | 4      | 1      | 0    | 0    |
| 2013   | Dragons Catalans           | Super League          | 17     | -      | -      | -    | -    |
| 2013   | Dragons Catalans           | Challenge Cup         | 3      | -      | -      | -    | -    |
| 2014   | Dragons Catalans           | Super League          | 12     | 4      | 1      | 0    | 0    |
| 2015   | Wakefield Trinity Wildcats | Super League          | 24     | 8      | 2      | 0    | 0    |
| 2015   | Wakefield Trinity Wildcats | Challenge Cup         | 2      | -      | -      | -    | -    |
| 2016   | Wakefield Trinity Wildcats | Super League          | 21     | 12     | 3      | 0    | 0    |
| 2016   | Wakefield Trinity Wildcats | Challenge Cup         | 2      | 4      | 1      | 0    | 0    |
| 2017   | Dragons Catalans           | Super League          | 17     | 8      | 2      | 0    | 0    |
| 2017   | Dragons Catalans           | Challenge Cup         | 1      | -      | -      | -    | -    |
| 2018   | Dragons Catalans           | Super League          | 25     | -      | -      | -    | -    |
| 2018   | Dragons Catalans           | Challenge Cup         | 5      | 4      | 1      | 0    | 0    |
| 2019   | Dragons Catalans           | Super League          | 22     | -      | -      | -    | -    |
| 2019   | Dragons Catalans           | Challenge Cup         | 1      | -      | -      | -    | -    |
| 2020   | Dragons Catalans           | Super League          | 2      | -      | -      | -    | -    |